# General José María Yáñez International Airport
General José María Yáñez International Airport är en flygplats i Mexiko.   Den ligger i kommunen Guaymas och delstaten Sonora, i den nordvästra delen av landet, 1 500 km nordväst om huvudstaden Mexico City. General José María Yáñez International Airport ligger 17 meter över havet.
Terrängen runt General José María Yáñez International Airport är platt åt nordväst, men åt sydost är den kuperad.  Närmaste större samhälle är Guaymas, 6,1 km söder om General José María Yáñez International Airport. Omgivningarna runt General José María Yáñez International Airport är i huvudsak ett öppet busklandskap.